# Hayes Bank
Die Hayes Bank (englisch) ist eine submarine Bank im antarktischen Rossmeer. Sie liegt zentral vor dem Rand des Ross-Schelfeises.
Das New Zealand Antarctic Place-Names Committee benannte sie 2004. Namensgeber ist der US-amerikanische Geophysiker Dennis Hayes von der Columbia University, der in den 1960er und 1980er Jahren an Bord der USNS Eltanin im Rahmen des United States Antarctic Research Program umfangreiche Forschungen in der Antarktis betrieben hatte.